# Asztúria
Az Asztúria hercegség (spanyolul Principado de Asturias, asztur-leóni nyelven Principáu d'Asturies) Spanyolország északi részének egyik nagy múltú és sokat ígérő tartománya. Galicia, Kantábria és a nagy déli szomszéd, Kasztília és León között terül el az Atlanti-óceán partján, a Vizcayai-öbölben. Ezt az öblöt szokás Kantábriai-tengernek is nevezni. Asztúria neve misztikus hegységeket, gyönyörű zöld vidéket, halászfalvakat, római romokat idéz. Azok a turisták is ezeket vallják a hercegségről, akik manapság egyre nagyobb számban keresik fel vidékeit.

## Földrajz
Már a fentiekben is sok jellegzetesség kitűnhet a hercegség tájaival kapcsolatban.

### A tengerparttól a hegyekig
A tartomány legjelentősebb útvonalai, és rengeteg halászfalu települt a tengerpart mellé. Asztúria partjai festői szépségű sziklák és szirtek között megbújva hívogatják a turistákat homokos fövenyükre. Az égszínkék vizű tenger a hercegségben Costa Verdet, azaz a Zöld Partot ostromolja hullámaival. Ehhez az elnevezéshez hozzájárult az is, hogy a tartomány éghajlata nem tartozik azok közé, amiről az embernek rögtön Spanyolország jutna eszébe. Nedves, óceáni éghajlat öntözi Asztúria zöld rétjeit és erdeit.
A sziklás partokat elhagyva, déli irányban egyre dombosabbá, lankásabbá válik a táj. Ezek már a Kantábriai-hegység előhírnökei. Tovább haladva hófödte csúcsok, lenyűgöző zuhatagok, mély erdők szegélyezik az utakat egészen a hercegség déli határáig. Itt emelkednek a Picos de Europa csúcsai 2648 méteres magasságokba.

### Vízrajz
- Tavak:

A hercegség déli részén fekszik Asztúria két legnevesebb tóegyüttese. Az egyik, a Muniellos tavak vidéke, amely nem feltétlen a turistáknak ad lenyűgöző látványt, mint inkább a tudósoknak. Ez főleg azért van, mert a tavakat nehéz túra árán lehet elérni, és a nádas csípős élővilága nyáron bizony nem kíméli az idelátogatót. Azonban a tavak különleges, kvarckristályos homokja, és medre ritkaság-számba megy a földrajzkutatók szemében. Innen nem is messze fekszik a Teixidal tó, amely élővilágával vonta magára a hozzáértők figyelmét.
- Folyók:

A hegyvidékek vízgyűjtőiből sok folyó indul meg az óceán felé, és kezdetben vad, zuhatagos patakokként száguldanak át az erdőkön. A völgyekben aztán szélesebb folyókká szelídülnek. Maga Asztúria is két folyó között fekszik. Keleten az Eo folyó, nyugaton a Deva folyó kanyargós medre képez határvonalat. Ugyan a leghosszabb szakasza a Nalónnak van Asztúriában, mégis a legtöbben két mellékfolyó nevét ismerik a tartományban. Az egyik a Nalón mellékfolyója, ez a Narcea. Az ország középső részén folyik keresztül. A kasztíliai vonulatok közül indul a másik jelentős folyó, az Ibias is, csak ez sokkal nyugatabbról ered. Ez a két folyó partjaik élővilága és a rájuk telepített természetvédelmi körzetek miatt olyan ismertek a helyiek között.

### Természetvédelmi területek
Az itt élők hazájuk egyik legnagyobb kincsének tartják a természet adományait. Mióta megnőtt a turizmus ezen a vidéken is, az asztúriai kormányzatnak nagy erőfeszítésébe telik megőrizni a táj eredeti szépségét, de ehhez a feladathoz nagyszerű partnerre akadt a helyi lakosokban. Így lehetséges az, hogy ma Asztúria majdnem egyharmad része valamilyen környezetvédelmi park felügyelete alá tartozik.
A legjelentősebb nemzeti park a tartomány keleti részén fekszik, a Picos de Europa Nemzeti Park az. A Kantábriai-hegység vonulatai között húzódó park a jég és a víz környezetformáló munkájáról ad hihetetlen tanúbizonyságot. A botanikusok és biológusok kánaánja is ez a vidék, hiszen tucatnyi különleges, őshonos fajnak ad otthont a cordillera. Egy másik tudományág képviselői is tisztelettel adóznak a dús lankák előtt. Ők a történészek. A hegység több várkastélynak adott biztonságos bércet, de korábbi korok lenyűgöző emlékei is várják a kíváncsi szemeket. A park területén belül helyezkedik el Cangas de Onís városa, amely környékén római kori épületek, hidak találhatóak.
A Picos de Europa park közvetlen szomszédságában fekszik a Ponga Természetvédelmi Terület, amely az előbb említett nemzeti parkhoz hasonló paramétereivel vívta ki magának ezt a címet. Főként különleges állatvilága emeli a kategóriába. Nyugat felé haladva több ilyen parkot is találhatunk még. A példának okáért ilyen a Redes Natúrpark, a Peña Ubiña – La Mesa vagy a  Fuentes del Narcea, Degaña és Ibias. Ezek mindegyike festői tájakat, értékes erdőket, tavakat vagy vízeséseket tartogat a kirándulók számára. Mindent összefoglalva érdemes szétnézni Asztúria parkjaiban, mert csodálatos természeti örökséggel van megáldva a hercegség.

### Élővilág
A hercegség erdejeiben sok állat talált otthonra. Ezek közül egyetlen olyan faj van, amely csak Asztúriára jellemző. Ez az asturcón ló. Valójában az itteniek tenyésztették ki a hegyvidéki élethez. Ragadozók közül megél itt a barna medve, a farkas, a menyét és a nyest is. A madarak között pedig a sasok, vércsék, baglyok és keselyűk uralják a táplálkozási láncot. Többek között zergék, szarvasok, dámvadak, vaddisznók, nyulak, vadkacsák, kócsagok, sirályok, jégmadarak is beletartoznak a vadvilág színes palettájára. Asztúria növényvilága nem kevésbé szegényes. Páfrányok, tölgyek, bükkök, égerfák tarkítják a tájat.

## Történelme
A királyságot az Auseba-hegyi csata után alapította Pelayo vizigót nemes, hadvezér, és ő lett az első király. Fővárosa eleinte Cangas de Onísban volt. Silo király Praviába, majd  II. Alfonz Oviedóba helyezte át.
Pelayo 722-ben Covadongánál újabb jelentős győzelmet aratott a mórok ellen. Ezzel nemcsak az új királyság fennmaradását biztosította (Asztúriát a mórok soha nem tudták elfoglalni), de el is indította a reconquistát, azaz a félsziget visszafoglalását, ami hétszáz évig tartott. Ennek következő lépéseként I. Alfonz a 740-ben kitört berber felkelést kihasználva bekebelezte Galicia nagy részét. 742-ben kelet felé, alapvetően baszkok lakta területekre terjesztette ki királyságának határait, és 743-ban a Vizcayai-öböl partján elérte a baszk hercegség délnyugati határát. 760-ban utóda, Kegyetlen Fruela is legyőzött egy mór sereget, és újabb területeket hódított meg Galiciában. Levert egy baszk felkelést; egyesek szerint ekkor kezdődött a napjainkig tartó spanyol–baszk konfliktus. Fruelát az uralma ellen fellázadó nemesek ölték meg, és a belső villongásokon az őt  követő Aurelio sem tudott úrrá lenni. A királyságot annyira meggyöngítették a mórok által támogatott rabszolga-felkelések, hogy félfüggetlen helyzetbe csúszott, és a 770-es évektől adót fizetett a Córdobai Emirátusnak. I. (Diakónus) Bermudo megpróbált változtatni ezen a helyzeten, de vereséget szenvedett a móroktól. A királyság újabb felemelkedése az erős kezű II. Alfonznak köszönhető. Tehetséges vezetőként öt hadjáratban (794-ben, 811-ben, 812-ben, 816-ban és 825-ben) is legyőzte a mórokat. Szövetséget kötött Nagy Károly frank uralkodóval.
A 840-es évektől a  vikingek (normannok) rendszeresen fosztogatták a Vizcayai-öböl partvidékét; a királyságnak ettől kezdve két fronton kellett helyt állnia. Leónt, ami később a királyság székhelye lett, I. Ordoño 856-ban foglalta vissza a móroktól. Erős flottát épített, és azzal 859-ben a kalandozó vikingeket, 863-ban pedig a mórokat győzte le.
III. (Nagy) Alfonz sorozatos hódításaival megduplázta a királyság területét:
- 868-ban meghódította Észak-Portugáliát,
- 871-ben Coimbrát és Kasztília egy részét.

882-ben megalapította az arabok elleni harc erődjének szánt Burgost, ami a 10–11. században Ó-Kasztília fővárosa lett. A baszk tartományok miatt ellentétbe került a Pamplonai Királysággal, és azt formálisan vazallusává tette. 910-ben az így megnövelt birodalmat felosztotta három fia között. Asztúria utolsó királya legkisebb fia, II. Fruela lett, ő ugyanis bátyjainak halála után azok országrészeit is megszerezte, az újraegyesített ország fővárosaként azonban Leónt hagyta meg és ezzel Asztúria 924-ben formálisan beleolvadt a Leóni Királyságba.

## Az asztúriai nyelv
Az asztúriai,Asztúr-leóni vagy saját nyelvén Asturianu nyelv a latin nyelvek családjába tartozik. Nemcsak Asztúria egyes részein honos a nyelv, ilyen ajkú emberekkel találkozhatunk akkor is, ha a szomszédos León északi részén vagy Portugália Miranda de Douro tartományában járunk. Ez utóbbit gyakran nevezik Mirandai nyelvnek is, illetve vannak, akik külön kezelik a leóni nyelvet is. Ma az asztúriai nyelv a spanyol mellett a hercegség másik hivatalosan elfogadott nyelve, legalábbis lehet igényelni, hogy Asztúria iskoláiban asztúriai nyelven tanítsanak.
Sokáig nem akarták elfogadni ezt a nyelvet egy különálló új nyelvként, azt mondták rá, hogy mindössze a spanyol nyelv egyik dialektusáról van szó. A lényeg, hogy 1980-ban sikerült kivívni az asztúr nyelv különállóságát. A római korokban alakult ki, amikor az Ibériai-félszigeten élő asztúr törzseket leigázták a rómaiak, és így romanizálták őket. Az őslakosok átvették a latin nyelv logikáját, bizonyos szavait és így alakult ki az asztúr nyelv. A ma is beszélt kasztíliai spanyol csak a 14. sz-ban jelent meg a félsziget döntő hányadán. Ekkor ugyanis mindenhova kasztíliai anyanyelvű papokat, hivatalnokokat és katonákat helyeztek. Így aztán gyakran hangoztatják az asztúriaiak, hogy az ő nyelvük öregebb.
A történelmi háttér azonban elég lesz-e ahhoz, hogy fennmaradjon ez a nyelv? Sokan sötéten látják a jövőt, és azt mondják, hogy az asztúr nyelv két generáción belül ki fog halni. Ezeket a borúlátó előrejelzéseket egyelőre nem támasztja alá semmi. Sőt! Portugália elismerte az asztúr nyelvet (mirandai nyelv), és védelme alá vonta azt. Asztúriában és Leónban is egyre többen beszélik ezt a nyelvet (leóni nyelv). A politikusok azért, mert meg akarják nyerni az asztúr nyelvű választókat, a fiatalok pedig azért, mert a család megtanította őket ismét arra, hogy legyenek büszkék származásukra. Azonban az igazi reményt a túlélésre az Asztúr Nyelv Akadémiája (Academia de la Llingua Asturiana) adta meg. Ez a társaság ugyanis elvetette a modern korban elengedhetetlen nyelvőrzés magvait. Így asztúr nyelvtankönyvet és szótárat adott ki, és több napilapot is beindított. Egy 1991-es felmérés szerint 450 000 ember beszéli ezt a nyelvet, és még 100 000 érti meg, ha asztúriai nyelven szólnak hozzá. Ez a szám mindenesetre mára biztosan felduzzadt, de erre nincsenek pontos becslések.
A közösség autonómia törvénye külön védelmet biztosít az Asztúria nyugati végében beszélt eonaviai nyelvnek, amely nyelvészek szerint inkább a galiciai nyelv nyelvjárása jelentős aszturleóni befolyással.

## Közigazgatás

### Községek
- Asztúria községei (concejos) a következők, a spanyol nevek után az asztúriai nyelvű nevekkel zárójelben:

Allande (Ayande), Aller (Ayer), Amieva, Avilés, Belmonte de Miranda (Miranda), Bimenes, Boal (Bual), Cabrales, Cabranes, Candamo (Candamu), Cangas de Onís (Cangues d'Onís), Cangas del Narcea, Caravia, Carreño, Caso (Casu), Castrillón, Castropol, Coaña, Colunga, Corvera de Asturias (Corvera), Cudillero (Cuideiru), Degaña, El Franco, Gijón (Xixón), Gozón, Grado (Grau), Grandas de Salime, Ibias, Illano (Eilao), Illas, Langreo (Llangréu), Laviana (Llaviana), Lena (Ḷḷena), Llanera, Llanes, Mieres, Morcín, Muros de Nalón (Muros), Nava, Navia, Noreña, Onís, Oviedo (Uviéu), Parres, Peñamellera Alta, Peñamellera Baja (Peñamellera Baxa), Pesoz (Pezós), Piloña, Ponga, Pravia, Proaza, Quirós, Las Regueras (Les Regueres), Ribadedeva (Rivadeva), Ribadesella (Ribeseya), Ribera de Arriba (La Ribera), Riosa, Salas, San Martín de Oscos (Samartín d'Ozcos), San Martín del Rey Aurelio (Samartín del Rei Aurelio) , San Tirso de Abres (San Tiso d'Abres), Santa Eulalia de Oscos (Santalla d'Ozcos), Santo Adriano (Santu Adrianu), Sariego (Sariegu), Siero, Sobrescobio (Sobrescobiu), Somiedo (Somiedu), Soto del Barco (Sotu'l Barcu), Tapia de Casariego (Tapia), Taramundi, Teverga (Teberga), Tineo (Tinéu), Valdés, Vegadeo (A Veiga), Villanueva de Oscos (Vilanova d'Ozcos), Villaviciosa, Villayón, Yernes y Tameza.

## Kultúra

### Legendák, misztikum
A morajló tenger, a nyugodt hegyek, a ködös erdők sok titkot rejtenek, legalábbis az asztúriaiak rengeteg fámát, legendát ismernek szörnyekről, teremtményekről és tündérekről.
Ilyen történet szól Busgosuról is, aki egy félig ember félig állat teremtmény, kos lábakkal, szarvakkal és kócos hajjal. A legenda szerint Asztúria hegyeiben, erdejeiben lakott. Örökké mélabús természete volt, és gyakran űzte ki az erdőből a vadászokat és favágókat. Viszont ha egy nő tévedt erdejébe, az egészen más volt. Elrabolta őket, és barlangjába cipelte őket. Ennek emlékére több városban is tartanak olyan fesztiválokat, amelyeken Busgosunak öltöznek a férfiak, és így kergetik szerelmüket.
El Nuberu, azaz az Esőcsináló az egyik legfontosabb alakja az aztúriai mítoszoknak. Nuberu egyesek szerint egy kalapos törpe, mások sötét óriásnak írják le, viszont az biztos, hogy ő gyűjti össze a felhőket, és ő tud belőlük esőt, vagy havat fakasztani. Így hajdanán fontos termékenység isten volt. A parasztok szerint a jó gazdák földjeiről összeszedte az összes kártevőt, és azokat egy rossz gazda birtokán szórta szét.
Espumeru egy érdes hangú gyermek, aki a hullámok között él. A halászok úgy tartják, hogy Espumerut nehéz megpillantani, olyan fürge és olyan kicsi. A szirtek, zátonyok barlangjaiban él, és ő irányítja az apályt valamint a parti hullámokat.
Xana nevét Asztúriában a szerencse, szépség és jóság jeleként értelmezik. Xana egy tündér, aki leggyakrabban az erdők forrásai körül él. Szőke haja és zöld szeme erdei pihenőknél jelenik meg, és segít a bajba jutott utazóknak.
Huercu a halál nagyhatalmú ura. Igazán még soha nem látta senki, mert mindig annak a képében jelenik meg, akit hamarosan magával fog vinni alvilági birodalmába. A haldokló képében gyakran végigjárja annak életét.
El Ventolín a varázslatos szellő. Szerelem és halál ura. Ő az aki összegyűjti a szerelmes sóhajokat és továbbítja azokat a megfelelő embernek, és ő az aki elveszi az utolsó lélegzetet. Sok szerelmest juttatott céljához, de a féltékenységet is továbbadja. A legenda szerint bölcsőkben alszik, gyermekekkel, és reggel ő szórja szét a harmatot.
El Cuélebre, azaz a kígyó is sok asztúriai legenda szereplője. Kígyó testéhez denevér szárnyak tartoznak. Erdőkben és barlangokban lakik, embereket és háziállatokat eszik, de ő jelenti az egyetlen veszélyt a jóságos xanák számára. Életét arra fordítja, hogy kincseket gyűjtsön össze. Halálakor a tengerbe veti magát, és ott is őrködik kincsei fölött.
Asztúria legendái között találkozunk a Farkasember és a Sellők alakjával is. Ezek felvették ugyan a tipikus aztúriai ismertetőket, de lényegében maradtak annak, amilyennek megismertük őket.

## Gasztronómia
- Mesas de Asturias

A spanyol idézet azt jelenti, hogy Asztúria asztalai és utal arra, hogy a hercegségnek különleges gasztronómiája van, és bizonyos ételek tipikusan az asztúr konyha remekei. A tengerek halat, a zöld rétek húst, tejet és sajtot adnak az itt élők tányérjaira. A Mesas de Asturias kifejezés azonban többet jelent magyar fordításánál, hiszen egy kategóriát is magában foglal. Asztúriában olyan éttermek kapják meg ezt a minősítést, amelyek igazán kiváló minőségben tálalnak eredeti asztúr ételeket.
Több tucatnyi eredeti asztúr étel szerepel ezen éttermek étlapjain. Évente rengeteg olyan turista érkezik a tartományba, akik Asztúria konyhájára kíváncsiak. Valóban ez a hercegség egyik legfontosabb vonzóereje. Azt meg kell említeni, hogy a hercegség konyhája előszeretettel használja a kiváló minőségű helyi chorizot, azaz disznósajtot, a marha- és sertéshúst, a halat és persze az elmaradhatatlan déli fűszereket, mint a pirospaprikát, az olívát, az oreganót.
:
Húsételek:
- Chorizo: Az asztúriai konyha egyik jellegzetes terméke, amelyhez hasonlót a magyar konyhában is találunk. Nagyon hasonlít a disznósajthoz. Disznóhúst és zsírt darálnak egybe, majd ezt paprikával, fokhagymával, vöröshagymával ízesítik, bélbe vagy a gyomorba töltik, és megfüstölik.
- Bolla: Kolbászféle. Kukorica liszt, vöröshagyma, vér, szalonna, paprika és só felhasználásával készül.
  - Cachopo: Szendvics formájú étek, amit egy sonkaszelet és egy sajtszelet alkot. Közéjük rendszerint spárgát tesznek, majd zsemlemorzsába forgatva kisütik.
- Carne Gobernada: Marhahúsból készített hagyományos étel ez, amelyhez hagymát, vért, fokhagymát és fehér bort adnak. A neve egyébként azt jelenti, hogy kormányzói hús. Ezt a nevet annak köszönheti, hogy legalább olyan nehéz Asztúriát kormányozni, mint arra figyelni, hogy a marhahússal együtt sütött hagyma le ne égjen.
- Emberzaos: A magyar töltött káposzta rokona is lehetne. Marhahúsból, vérből, kukorica lisztből és hagymából készítik. Kis labdácskákat gyúrnak ebből a masszából és azt káposztalevélben kifőzik.
- Fabada: A legtipikusabb asztúriai pörkölt. Lassú tűzön készül, és marhahúst, vért, babot és némi zsírt tartalmaz.

A tenger gyümölcsei:
- Andaricas: Apró folyami rákok, amelyeket felforralnak, és így kis falatkákként szolgálják fel főleg a fiesták, ünnepek alkalmával.
- Bígaros: Előételként fogyasztják. Asztúria egyik legkedveltebb tengeri csemegéje. Ha ilyet rendelünk egy főtt kagylóra számítsunk.
- Caldereta: Asztúria egyik legjellegzetesebb étele. A caldereta valójában halpörkölt. Több fajta halból készítik, kagylót, paprikát és hagymát is tesznek bele. Laktató étel, és érdemes megkóstolni.
- Centollo: Főleg almabor mellé tálalt rák. Gyakran készítik el úgy, hogy saját héjában húsához főtt tojást, szószt vagy almabort kevernek.

Édességek:
- Culiestros: Különleges édesség, amelynek alapanyaga a tej egy olyan tehéntől, amely nem régen borjazott. Ezt a tejet mézzel, cukorral és pirított liszttel kell összekeverni, majd kifőzni.
- Frixuelu: A palacsinta asztúriai kiadása. Főleg karneválok, ünnepek idején készítik. A legtöbb frixuelu édes, és nincs megtöltve.
- Picatostes: Száraz kenyérből készül, amelyet tejbe, majd tojásba mártva sütnek ki, és végül megcukrozzák. Hát kíváncsi lennék az ízére…
- Venera: Mandulatorta. Rózsafonatokba gyúrják, és így sütik ki.

Péksütemények:
- Bollos preñaos: Különleges kenyérfajta, amelyet közepén chorizoval sütnek ki. Ez adja meg különleges ízét.
- Boroña: Tulajdonképpen egyszerű kukoricakenyér. Ez a legelterjedtebb kenyérfajta Asztúriában.
- Marañueles: Keményre, ropogósra sütött kekszféle. Vajból, cukorból, tojásból, lisztből és citromhéjból készül.